# Hedysarum pseudomicrocalyx
Hedysarum pseudomicrocalyx är en ärtväxtart som beskrevs av Hiroyoshi Ohashi och Yoichi Tateishi. Hedysarum pseudomicrocalyx ingår i släktet buskväpplingar, och familjen ärtväxter. Inga underarter finns listade i Catalogue of Life.